# (1934) Jeffers
(1934) Jeffers és un asteroide que forma part del cinturó d'asteroides i va ser descobert per Arnold R. Klemola el 2 de desembre de 1972 des de l'Observatori Lick de la muntanya Hamilton, Estats Units.
Inicialment va rebre la designació de 1972 XB. Posteriorment es va nomenar en honor de l'astrònom nord-americà Hamilton Jeffers (1893-1976).
Jeffers està situat a una distància mitjana de 2,389 ua del Sol, podent allunyar-se'n fins a 3,108 ua. La seva inclinació orbital és 23,15° i l'excentricitat 0,3006. Triga a completar una òrbita al voltant del Sol 1349 dies.